# دلیریوم ترمنس
دلیریوم ترمنس (Delirium tremens) که به آن روان‌آشفتگی الکلی یا جنون الکلی هم گفته شده، حالتی از شروع دلیریوم ست که معمولاً با ترک کردن الکل پدید می‌آید. این روان‌آشفتگی در سه روز نخست ترک کردن، رخ می‌دهد و دو تا سه روز ادامه می‌یابد.
فرد مبتلا ممکن است چیزهایی بشنود یا ببیند که دیگران نمی‌بینند. نشانه‌های جسمی آن می‌تواند لرزش، لرز کردن، تپش قلب نامنظم و تعرق باشد. گاه افزایش بالای درجه حرارت بدن یا تشنج می‌تواند منجر به مرگ بشود. الکل یکی از مواد اعتیاد آوری ست که روگردانی از آن با بیشترین خطرات روبروست.
معمولاً تنها کسانی که میزان مصرف بالایی از الکل در بیشتر از یک ماه داشته‌اند دچار دلیریوم ترمنس می‌شوند. نشانه‌های مشابهی نیز در ترک بنزودیازپین و باربیتورات نیز دیده می‌شود.
گرچه ترک محرک‌هایی مانند کوکائین با چنین عوارض عمده پزشکی همراه نیست. در کسانی که گرفتار به هذیان خمری شده‌اند می‌بایست امکان مشکلات مرتبط همچون نابهنجاری الکترولیت، پانکراتیت و هپاتیت الکلی را نیز بررسی نمود.
پیشگیری با درمان نشانه‌های ترک است. اگر هذیان خمری رخ بدهد، درمان‌های تهاجمی‌تر پیامدها را بهبود می‌بخشد. درمان در بخش مراقبت‌های ویژه آرام با نور کافی پیشنهاد می‌شود. داروی انتخابی بنزودیازپین‌ها هستند که به همراه دیازپام، لورازپام، کلردیازپوکساید و اگزازپام به‌طور متداول استفاده می‌شوند. مصرف این داروها تا به خواب رفتن سبک بیمار می‌باید ادامه یابد داروی ضدروان‌پریشی هالوپریدول نیز می‌تواند استفاده شود. ویتامین تیامین نیز پیشنهاد می‌شود. میزان مرگ میر بدون درمان ۱۵ تا ۴۰ درصد است.